# Tellervo sedunia
Tellervo sedunia är en fjärilsart som beskrevs av Embrik Strand 1911. Tellervo sedunia ingår i släktet Tellervo och familjen praktfjärilar. Inga underarter finns listade i Catalogue of Life.